# فرانتس البرن
فرانتس البرن (انگلیسی: Franz Elbern; ۱ نوامبر ۱۹۱۰ – ۲۳ فوریهٔ ۲۰۰۲) بازیکن فوتبال اهل آلمان بود.
وی همچنین در تیم ملی فوتبال آلمان بازی کرده‌است.